# 윈드 제트
윈드 제트(영어: Windjet)는 시칠리아섬의 카타니아 공항을 허브 공항으로 하는 이탈리아의 저비용 항공사로 전세기 운항도 하고 있다. 2003년 파산된 에어 시칠리아를 대체하기 위해 설립했다.

## 개요
이탈리아 국내선을 운항하는 저비용 항공사로 프랑스, 루마니아, 러시아, 스페인에 국제선 정기 노선을 운항하는 이탈리아의 항공사로 파이니아 그룹이 이 회사를 소유하고 있다. 하지만 지속적인 경영난으로 인해 2012년 8월부터 전편 운항이 중단이 되었고 이탈리아 민간항공 당국인 ENAC도 운항이 불가능하게 되면서 운항 면허를 취소했다. 한편 이탈리아의 국책 항공사인 알리탈리아 항공과 인수합병 논의를 추진 했으나 결론을 내지 못하고 있으며 알리탈리아 항공측은 부채를 줄일 의사가 전혀 없다고 주장했다. 현재 보유했던 기종은 아일랜드 더블린 공항에 저장되어 있다.